# Boulevard Petrovsky

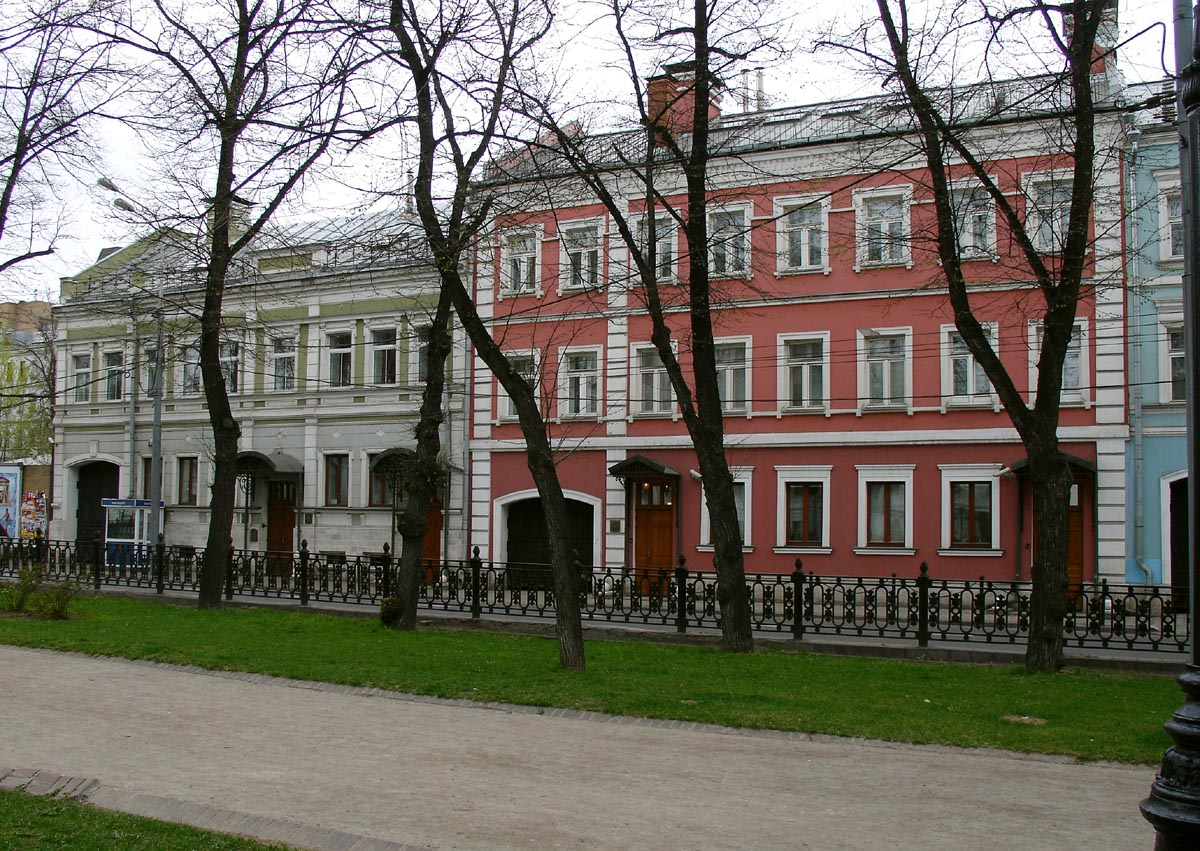
N°25 et 27

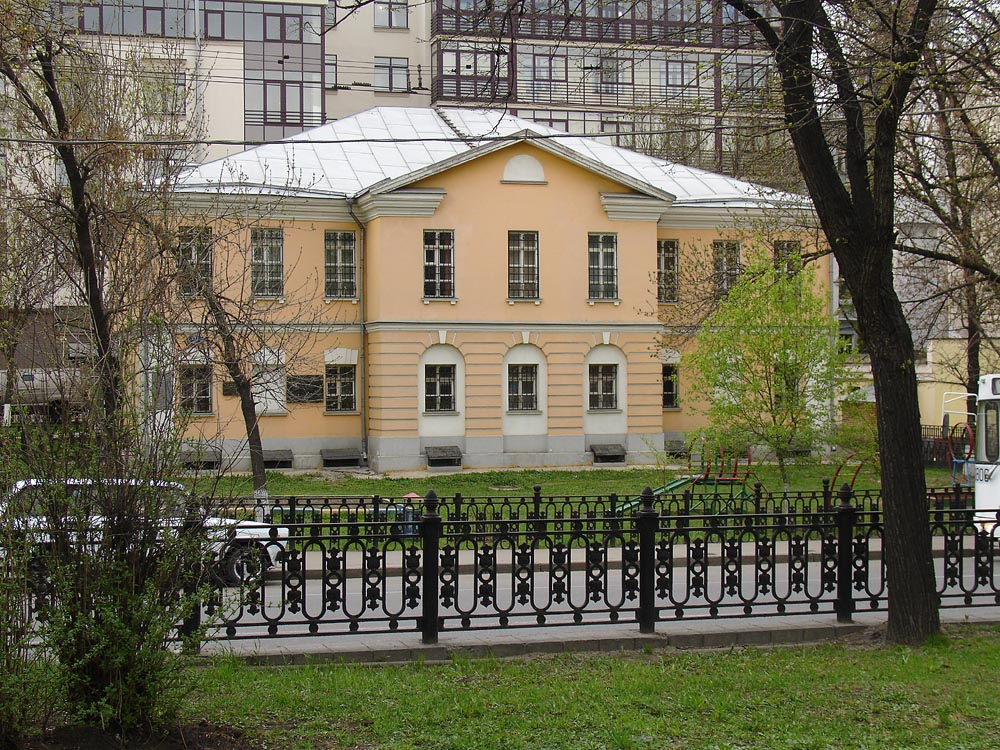
N°19/2

Le boulevard Petrovsky (littéralement boulevard Saint-Pierre, en russe : Петровский бульвар) est une voie de Moscou.

## Situation et accès
Ce boulevard du centre historique, située sur la rive droite de la Moskova, fait partie de l'Anneau des boulevards. D'une longueur de  449m, il débute place de la porte Petrovsky et se termine place Troubnaïa. 
Les stations de métro les plus proches sont les stations Troubnaïa et Tchekhovskaïa.

## Origine du nom
Son nom provient du grand monastère Petrovsky (ou monastère Saint-Pierre-le-Haut) situé à proximité dans la rue éponyme Petrovka.

## Historique
Tracé dans les années 1820, après la destruction à la fin du XVIIIe siècle des remparts de la Ville Blanche (Bely Gorod), il se situait sur le terrain d'une vaste hôtellerie démolie et reconstruite au début du XXe siècle par Weber.
Les maisons et les hôtels particuliers situés de chaque côté furent construits ou reconstruits après l'incendie de 1812, et le boulevard Petrovsky réaménagé en 1818.
À La fin du XIXe siècle, il était parcouru par un tramway hippomobile, puis électrique en 1911, jusqu'en 1963. On ouvrit aussi des lignes de trolleybus, à partir de 1941, qui continuent d'être en activité de nos jours. 
Un immeuble au N°12 et des maisons à la fin du boulevard (N°23 et N°31) ont été détruits en 1999-2000 pour laisser la place à un vaste complexe immobilier.

## Bâtiments remarquables et lieux de mémoire
On peut distinguer certains bâtiments remarquables comme :
- N°2 : Immeuble de rapport ayant appartenu autrefois au grand monastère Saint-Pierre, construit par Ivan Boni en 1901
- N°4 : Ancien immeuble d'habitation d'une coopérative de travailleurs construit en 1926
- N°8 : Ancien hôtel particulier, construit en 1786 et rebâti en 1860, des familles princières Tatichtchev, Wiazemski, etc.
- N°14/29 : Maison construite en 1860 par Dmitri Tchitchagov pour l'hôtel et le restaurant L'Ermitage, abritant désormais le théâtre L'École de la pièce contemporaine. Elle est à l'angle de la rue Neglinnaïa.
- N°17/21 : Ancienne maison du négociant en vins Desprez, construite en 1902 par Robert Klein.
- N°19 : Hôtel particulier construit au début du XIXe siècle et restauré à la fin du XIXe siècle.
- N°30/7 : Ancienne hôtellerie reconstruite par Weber au début du XXe siècle.